# Frank L. Schäfer
Frank Ludwig Schäfer (* 1974 in Karlsruhe) ist ein deutscher Rechtswissenschaftler und Professor an der Albert-Ludwigs-Universität Freiburg.
Schäfer studierte Rechtswissenschaften an der Ruprecht-Karls-Universität Heidelberg, wo er 1998 das Erste Staatsexamen ablegte. 1999 erhielt er in Cambridge einen Master of Laws. Danach wurde er 2000 bei Adolf Laufs in Heidelberg promoviert. Das Zweite Staatsexamen folgte 2002 in Stuttgart. Im Wintersemester 2006/07 folgte die Habilitation  bei Joachim Rückert an der Johann-Wolfgang-Goethe-Universität Frankfurt am Main. Im Oktober 2007 wurde er als Nachfolger von Jörn Eckert an die Christian-Albrechts-Universität in Kiel berufen. Dort hatte er den Lehrstuhl für Bürgerliches Recht, Europäische und Deutsche Rechtsgeschichte und Historische Rechtsvergleichung inne. Zum 1. April 2015 folgte Schäfer einem Ruf an die Universität Freiburg an das Institut für Rechtsgeschichte und geschichtliche Rechtsvergleichung auf den Lehrstuhl für Deutsche Rechtsgeschichte und Bürgerliches Recht.
Seine Forschungsschwerpunkte liegen im Schuldrecht, Privatversicherungsrecht und in der Rechtsgeschichte.
Schäfer war Vorstandsmitglied der Otto Bagge-Gedächtnisstiftung.

## Werke (Auswahl)
- Das Bereicherungsrecht in Europa, Duncker und Humblot, Berlin 2001.
- Juristische Germanistik, Klostermann, Frankfurt am Main 2008.
- Einheit und Vielfalt in der Rechtsgeschichte im Ostseeraum. Sechster Rechtshistorikertag im Ostseeraum, Hrsg. zusammen mit Marju Luts-Sootak und Sanita Osipova, Peter Lang, Frankfurt am Main u. a. 2012.
- Justiz und Justizverfassung. Siebter Rechtshistorikertag im Ostseeraum, Hrsg. zusammen mit Werner Schubert, Peter Lang, Frankfurt am Main u. a. 2013.
- Ad fontes! Werner Schubert zum 75. Geburtstag, Hrsg. zusammen mit Mathias Schmoeckel und Thomas Vormbaum, LIT-Verlag, Berlin u. a. 2015.
- Repertorium zu den Vorlesungsquellen zu Friedrich Carl von Savigny, zusammen mit Joachim Rückert, Klostermann, Frankfurt am Main 2016.
- Rechtshandbuch Private Krankenversicherung, Hrsg. zusammen mit Jan Boetius und Jens Rogler, Beck, München 2020.
- Recht und Wirtschaft in Stadt und Land: Neunter Rechtshistorikertag im Ostseeraum, Hrsg. zusammen mit Marju Luts-Sootak, Peter Lang, Frankfurt am Main u. a. 2020.
- Schuldrecht Besonderer Teil: Einführung, Nomos, Baden-Baden 2021.
- Erzählen und Recht / Narrative and Law, Hrsg. zusammen mit Monika Fludernik, Ergon, Baden-Baden 2022.
- 900 Jahre Freiburg, 500 Jahre Stadtrechtsformation: Ergebnisse, Kontexte und offene Fragen der Stadtrechtsgeschichte, Hrsg. zusammen mit Jürgen Dendorfer und Andreas Jobst, Duncker und Humblot, Berlin 2024.
- Rechtsanwälte als Täter: Die Geschichte der Reichs-Rechtsanwaltskammer, Otto Schmidt, Köln 2024.
- Materialien zum Bürgerlichen Gesetzbuch für das Königreich Sachsen, Hrsg. zusammen mit Christian Hattenhauer, www.saechsisches-bgb.de.